# Прапор Ватерлоо
Прапор Ватерлоо був прийнятий рішенням ради в 2007 році як прапор муніципалітету Ватерлоо в провінції Валлонський Брабант. Прапор можна описати так:
На білому зелена усічена піраміда, з левом на вершині, з правою лапою на кулі і стоїть на абсолютно чорному постаменті.
На прапорі зображений Лев Ватерлоо, який стоїть на території сусіднього муніципалітету Брен-л'Алле. Короткий термін Ватерлоо під час ancien régime залежало від того місця. Прапор ідентичний гербу.

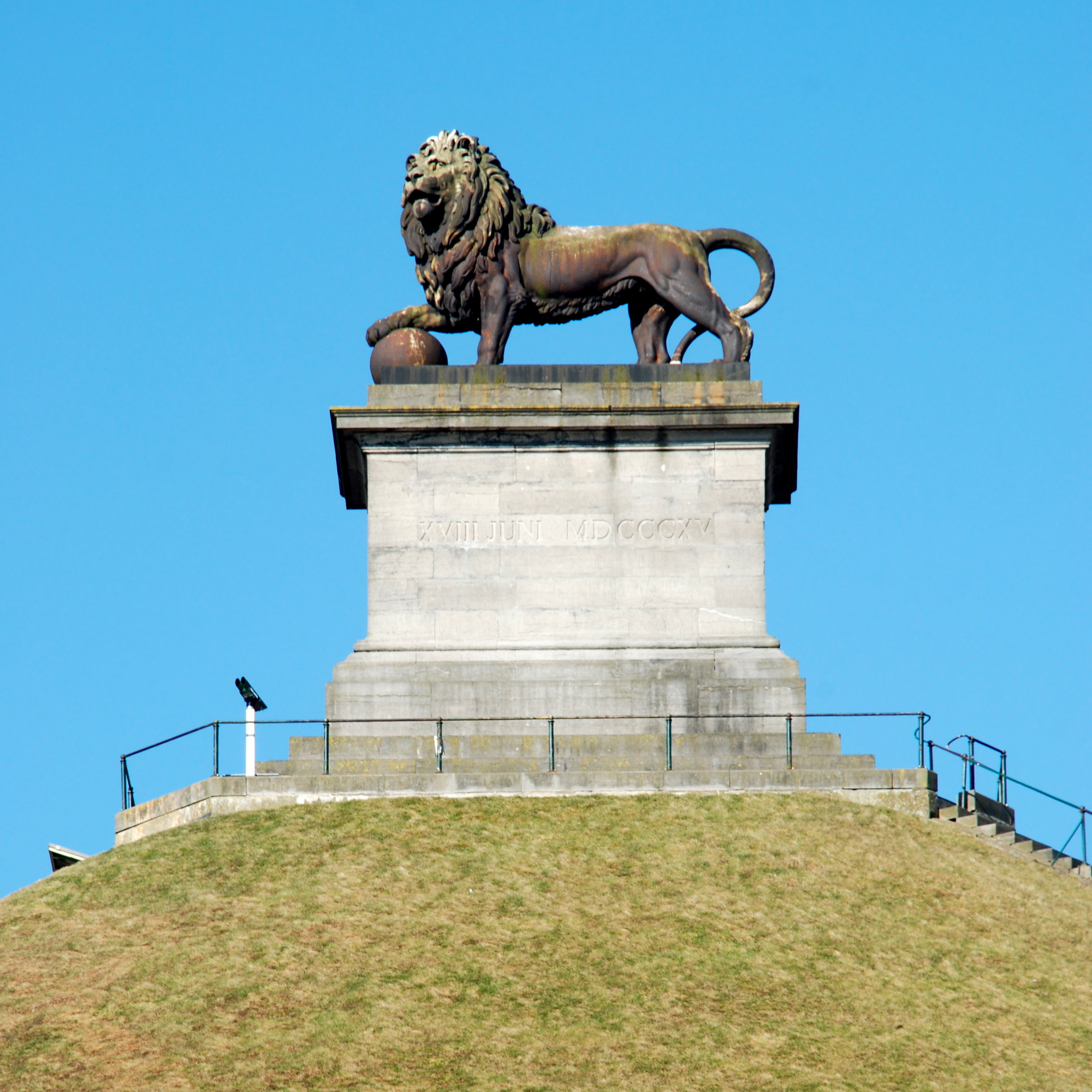
Лев Ватерлоо
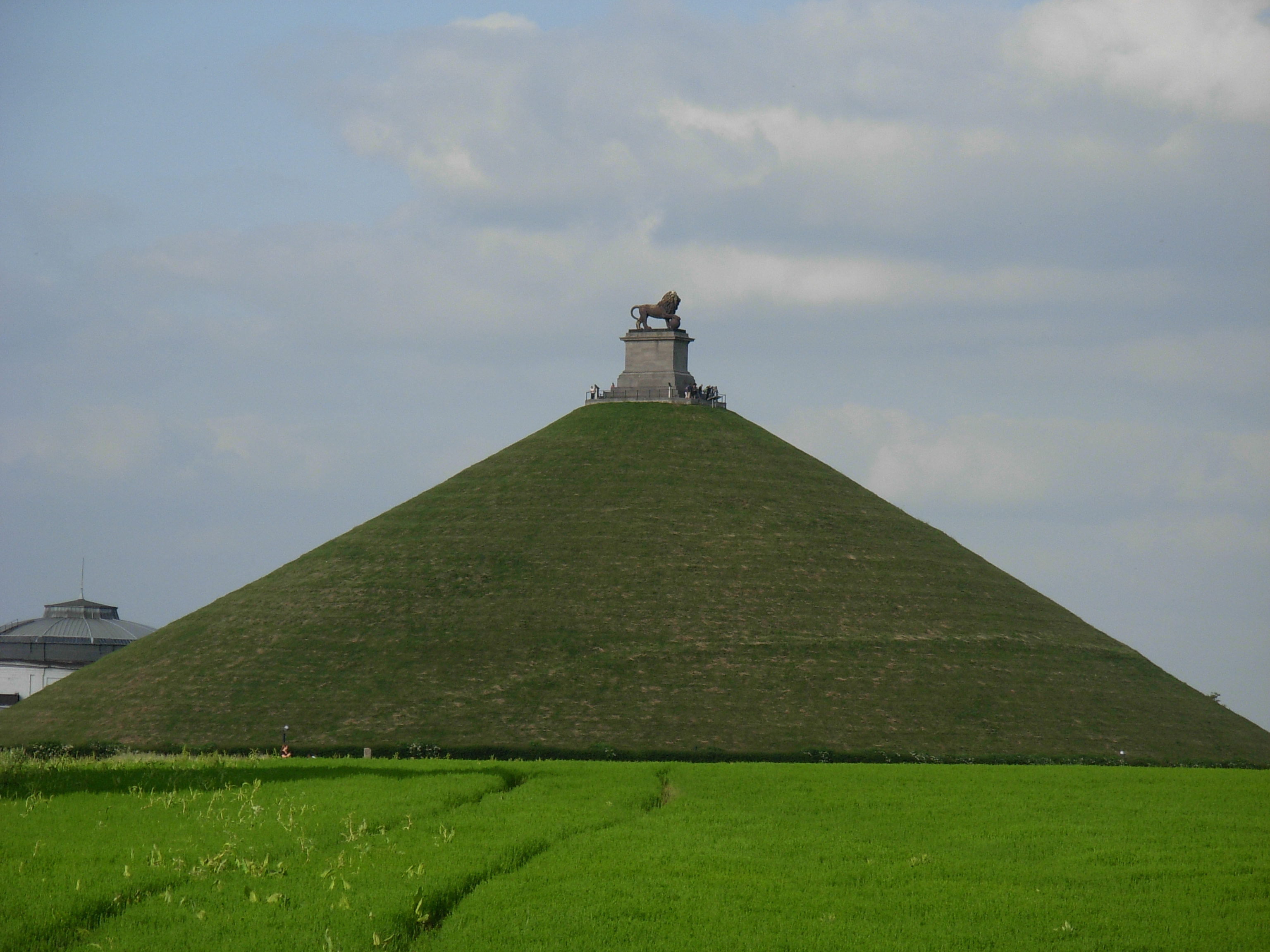
Демонстрація прапора
Герб Ватерлоо

## Попередній прапор
Попередній прапор був прийнятий між 1950 і 2007 роками, який можна описати так:
Дві однаково довгі смуги зеленого і білого кольорів.

Попередній прапор (1950-2007)

Кольори прапора взяті зі старого міського герба.